# ヴェロニカ (小惑星)
ヴェロニカ (612 Veronika) は小惑星帯に位置する小惑星である。ハイデルベルクでアウグスト・コプフによって発見された。
アントワーヌ・ド・サン＝テグジュペリの小説『星の王子さま』で、主人公の故郷である小惑星は「B 612」とされているが、「(612) ヴェロニカ」とは直接の関係はない。なお、B612という小惑星も実際に存在する。